# Championnats d'Europe de tir à l'arc en salle 2015
Navigation
Édition précédente Édition suivante
Les championnats d'Europe de tir à l'arc en salle 2015 sont une compétition sportive de tir à l'arc en salle qui a été organisée en 2015 à Koper, en Slovénie. Il s'agit de la 15e édition des championnats d'Europe de tir à l'arc en salle.

## Résultats[1]

### Classique
| Épreuves                 | Or                                                           | Argent                                                           | Bronze                                                             |
| ------------------------ | ------------------------------------------------------------ | ---------------------------------------------------------------- | ------------------------------------------------------------------ |
| Individuel hommes        | Heorhiy Ivanytskyy Ukraine                                   | Massimiliano Mandia Italie                                       | Felix Wieser Allemagne                                             |
| Individuel hommes junior | Artem Makhnenko Russie                                       | Maximilian Weckmueller Allemagne                                 | Marc Rudow Allemagne                                               |
| Individuel femmes        | Veronika Haidn Tschalova Allemagne                           | Khatuna Narimanidze Géorgie                                      | Lisa Unruh Allemagne                                               |
| Individuel femmes junior | Solomiya Hnyp Ukraine                                        | Katharina Bauer Allemagne                                        | Tatiana Andreoli Italie                                            |
| Par équipe hommes        | Pays-Bas Rick van der Ven Sjef van den Berg Jan Van Tongeren | Italie Matteo Fissore Massimiliano Mandia Marco Morello          | Russie Aleksei Nikolaev (ru) Alexander Kozhin Bair Tsybekdorzhiev  |
| Par équipe hommes junior | Russie Vitalii Popov Zhargal Batoev Artem Makhnenko          | Italie Andrea Monego Yuri Belli David Pasqualucci                | Slovénie Gasper Strajhar Rok Bizjak Ziga Ravnikar                  |
| Par équipe femmes        | Allemagne Veronika Haidn Tschalova Karina Winter Lisa Unruh  | Géorgie Khatuna Narimanidze Yulia Lobzhenidze Kristine Esebua    | Italie Giulia Mammi Manuela Mercuri Chiara Rebagliati              |
| Par équipe femmes junior | Italie Tanya Giaccheri Tatiana Andreoli Loredana Spera       | Russie Tuiana Dashidorzhieva Valeria Mylnikova Zhibzema Dambaeva | Pologne Sylwia Zyzanska Karolina Farasiewicz Magdalena Smialkowska |

### À poulie
| Épreuves                 | Or                                                           | Argent                                                            | Bronze                                                                |
| ------------------------ | ------------------------------------------------------------ | ----------------------------------------------------------------- | --------------------------------------------------------------------- |
| Individuel hommes        | Sergio Pagni Italie                                          | Stephan Hansen Danemark                                           | Mike Schloesser Pays-Bas                                              |
| Individuel hommes junior | Viktor Orosz Hongrie                                         | Hampus Borgstrom Suède                                            | Renaud Domanski Belgique                                              |
| Individuel femmes        | Sarah Prieels Belgique                                       | Natalia Avdeeva Russie                                            | Anastasia Anastasio Italie                                            |
| Individuel femmes junior | Sarah Sonnichsen Danemark                                    | Lena Meynen Degryse Belgique                                      | Mariya Shkolna Ukraine                                                |
| Par équipe hommes        | Pays-Bas Peter Elzinga Mike Schloesser Ruben Bleyendaal      | France Sébastien Brasseur Sébastien Peineau Pierre Julien Deloche | Danemark Martin Damsbo Andreas Darum Stephan Hansen                   |
| Par équipe hommes junior | Slovénie Luka Stosevski Stas Modic Arne Cerne                | Italie Jesse Sut Manuel Festi Viviano Mior                        | Ukraine Vlad Bolshakov Roman Hoviadovskyi Anton Goncharov             |
| Par équipe femmes        | Russie Mariia Vinogradova Natalia Avdeeva Mariia Vinogradova | Italie Anastasia Anastasio Marcella Tonioli Viviana Spano         | Pays-Bas Inge Enthoven-Mokkenstorm Inge Van Caspel Martine Couwenberg |
| Par équipe femmes junior | Russie Alexandra Savenkova Ekaterina Makeeva Diana Ravilova  | Ukraine Mariya Shkolna Valeria Goncharova Olena Borysenko         | Belgique Saskia Meyren Degryse Lena Meyren Degryse Kyana Sgaggiaro    |